# Església de Sant'Alfonso all'Esquilino
L'església de Sant'Alfonso all'Esquilino és un lloc de culte catòlic de Roma amb el títol de rector, situat a la via Merulana.

## Història
L'església va ser construïda entre 1855 i 1859 segons un disseny de l'arquitecte escocès George Wigley. És un dels rars exemples d' estil neogòtic a Roma. Armellini dóna una opinió negativa: «L'arquitectura de l'església és més aviat ostrogoda que gòtica» (op. cit., p. 813) . És una de les darreres esglésies de la Roma pontifícia, i encara que consagrada al Santíssim Redemptor, és coneguda com l'església de Sant'Alfons, fundador dels Redemptoristes, a la qual pertany juntament amb tot el conjunt annex.

## Descripció

### Façana
La façana, de maó i travertí, a la qual s'accedeix després d'una àmplia escala, té un pòrtic, al qual s'obren tres portes; al timpà de la porta central hi ha un mosaic policrom que representa la Mare de Déu del Perpetu Socors entre àngels, i a la cúspide del timpà l'estàtua del Redemptor en marbre de Carrara. La façana està encara més embellida amb una rosassa.

### Interior
L'interior de l'església té tres naus, enriquides amb marbre policromat , amb sis capelles laterals a cada costat. Les decoracions internes daten de finals del segle xix, i són obra del pintor bavarès i germà dels redemptoristes Max Schmalzl (1850-1930).
L'absis està coronat per un mosaic , instal·lat l'any 1964 , que representa el Redemptor entronitzat entre la Mare de Déu i Sant Josep.
A l'altar major hi ha una icona d'origen cretenc del segle xiv que representa la Mare de Déu del Perpetu Socors, donada als Redemptoristes per Pius IX l'any 1866.

### Orgue de tubs
A l'altell del cor de la contrafaçana hi ha l'orgue de tubs de l'església; aquest, que incorpora part del material fonètic d'un instrument anterior, creat per Charles Anneessens el 1898 , va ser construït el 1932 per la companyia Tamburini i restaurat per la mateixa el 1982. Tot el cos del so està col·locat dins de la caixa monumental original de fusta d'estil neogòtic, dissenyada per l'arquitecte alemany Maximilian Schmalzl.
L'orgue té dos teclats de 61 notes cadascun i una pedalera còncau-radial de 32. Té transmissió elèctrica .

## Galeria d'imatges

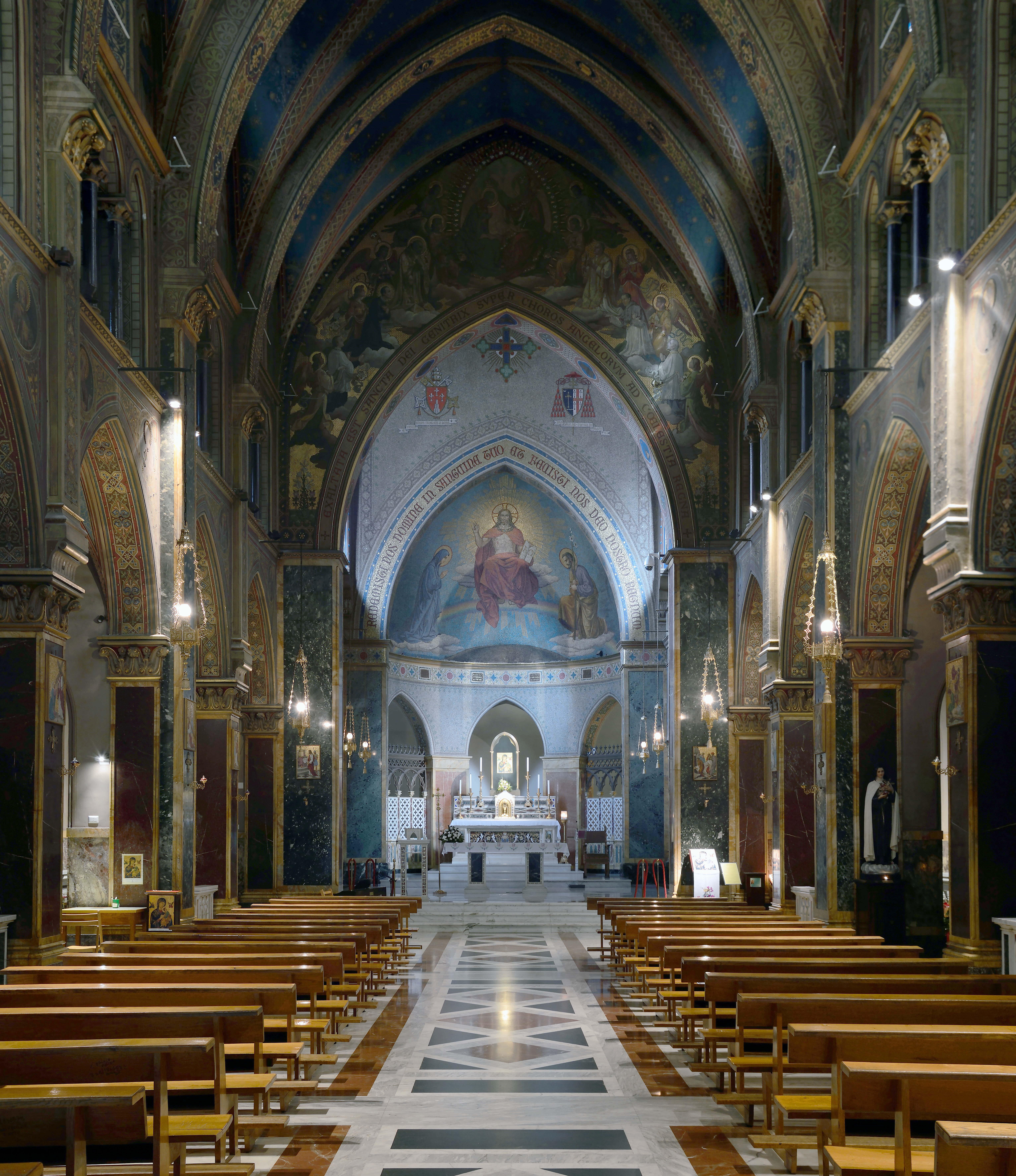
Nau central
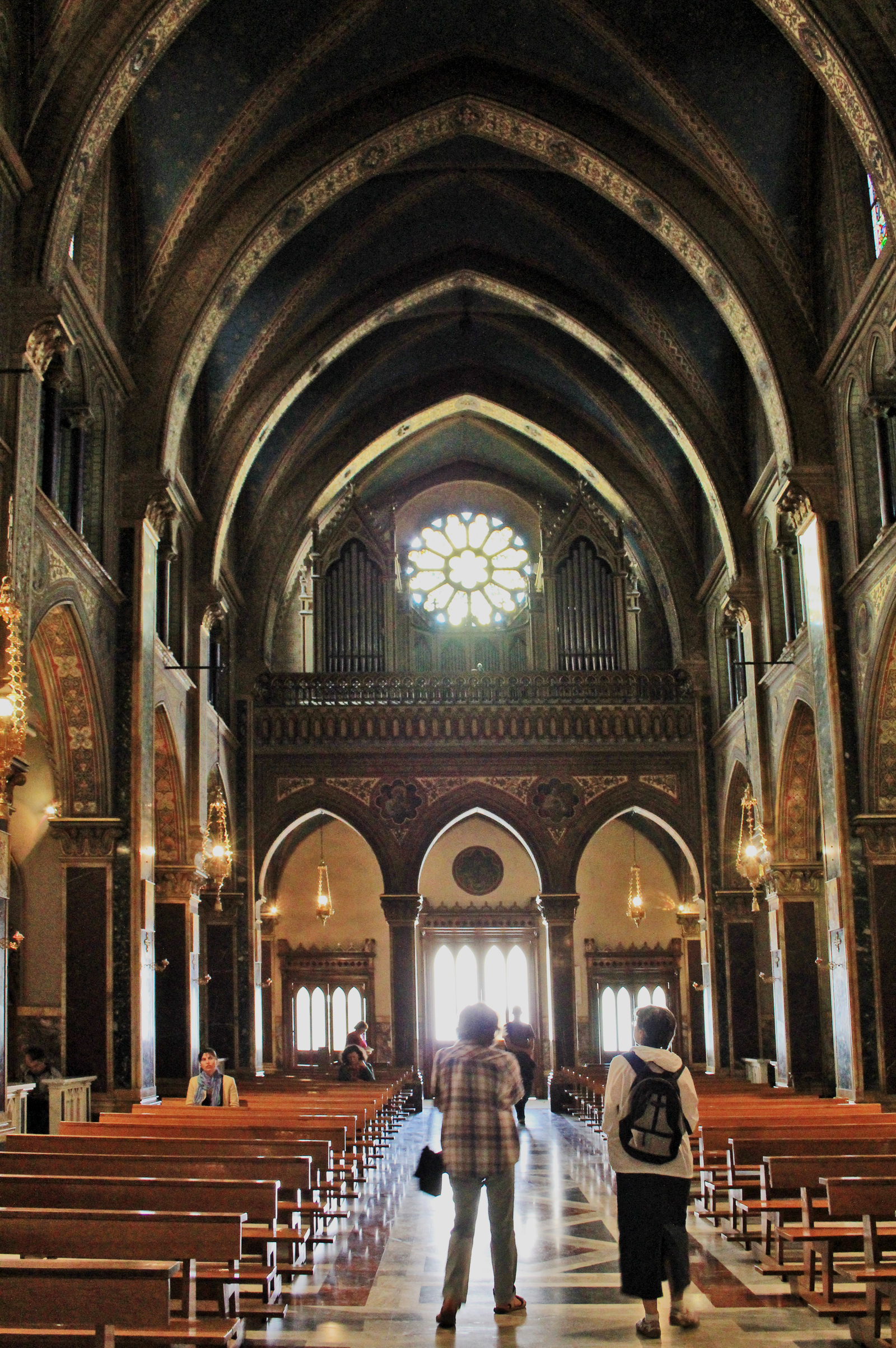
Vista de la contrafaçana
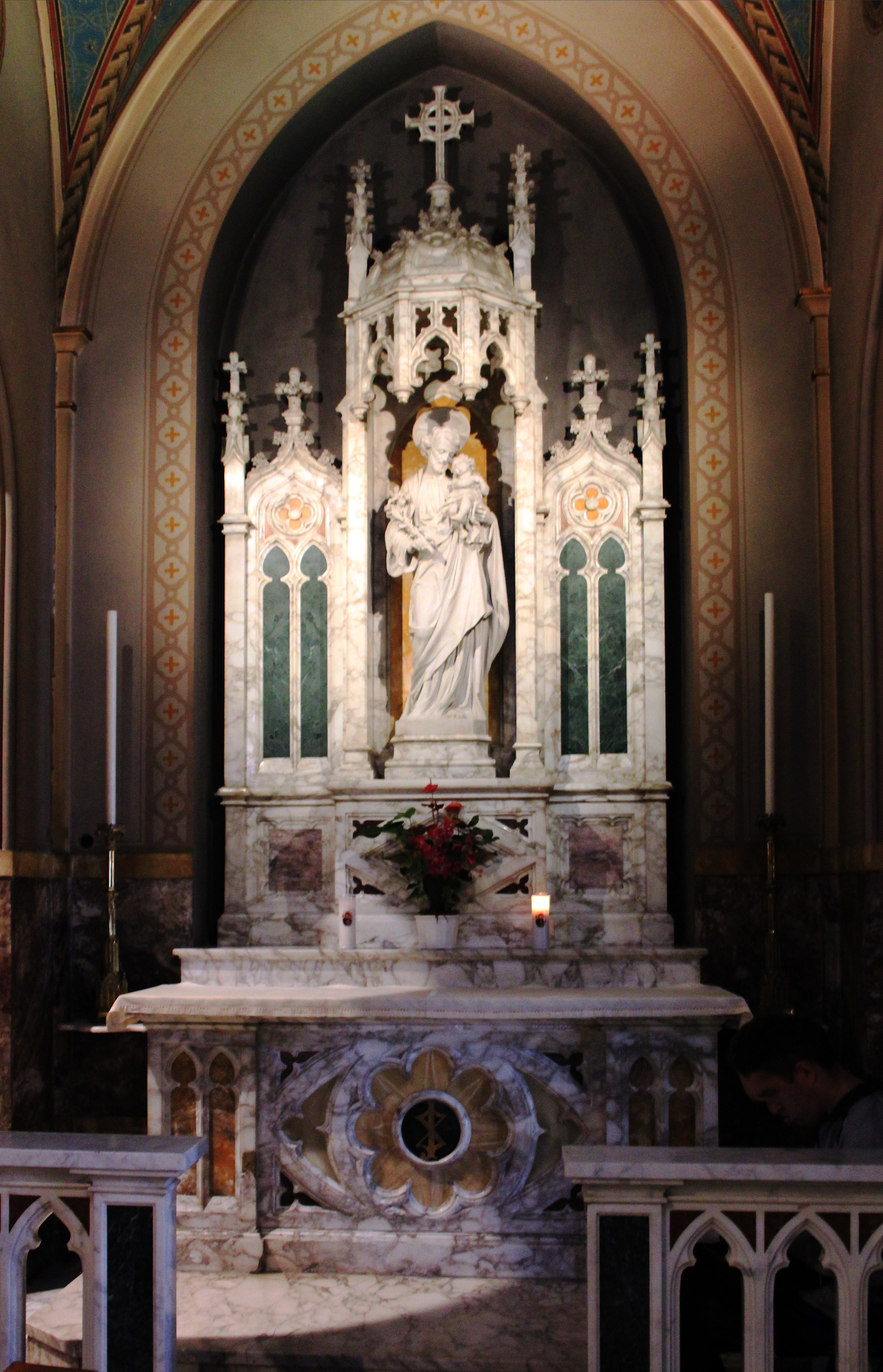
Capella de Sant Josep
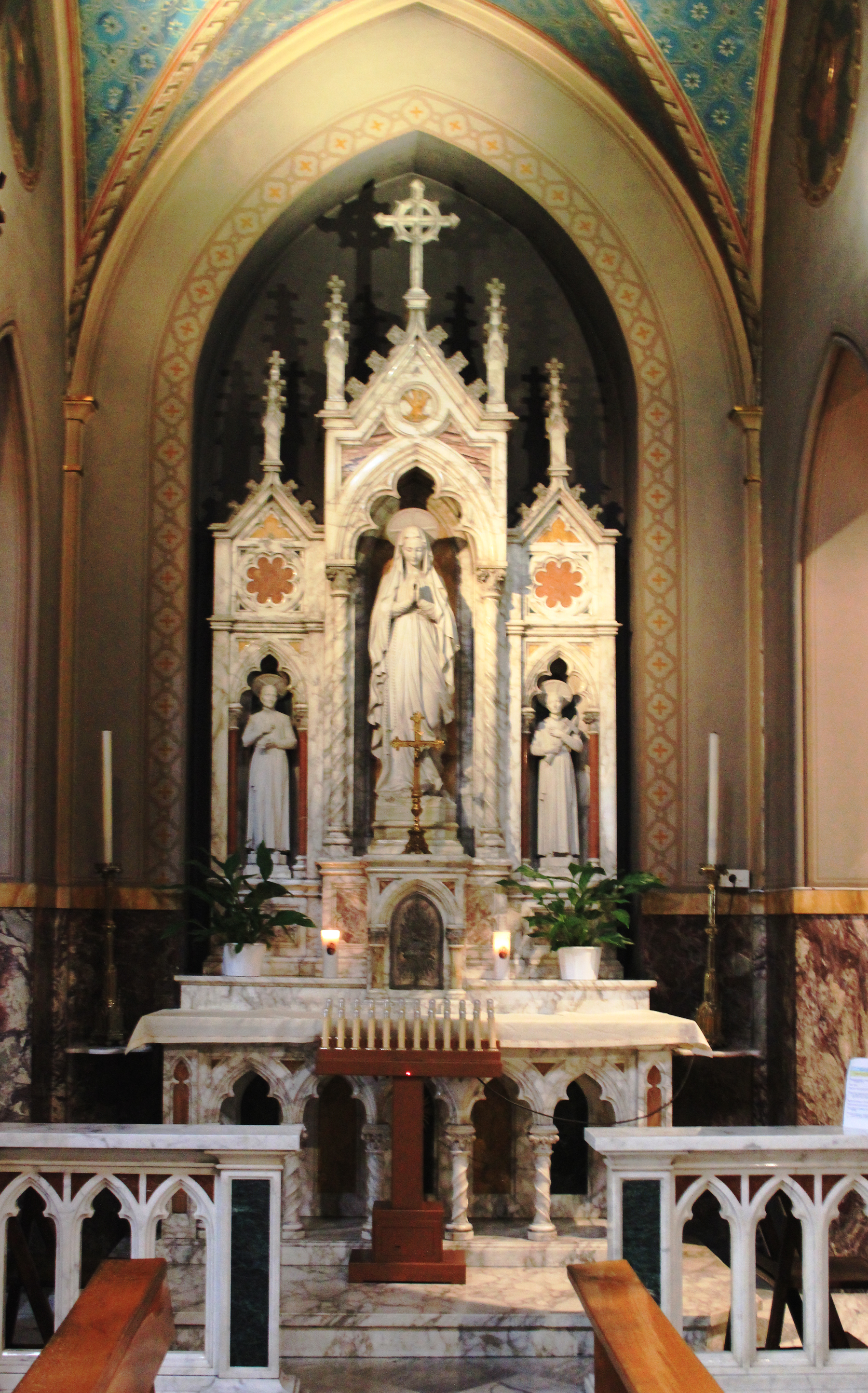
Capella de la Mare de Déu

## El títol cardenalici
Santissimo Redentore e Sant'Alfonso in Via Merulana (en llatí: Titulus Sanctissimi Redemptoris et Sancti Alfonsi in Exquiliis) és un títol cardenalici establert pel papa Joan XXIII el 30 de desembre de 1960 amb la constitució apostòlica Plurima quae. El títol insisteix en l'església de Sant'Alfonso, al barri de l'Esquilino, rectoria i lloc de culte subsidiari de la parròquia de Santa Maria Maggiore a San Vito.
Des del 22 de febrer de 2014 el titular és el cardenal Vincent Nichols, arquebisbe metropolità de Westminster.

### Titulars
- Joseph Elmer Ritter (19 de gener de 1961 - 10 de juny de 1967 mort)
- José Clemente Maurer, C.SS.R. (29 de juny de 1967 - 27 de juny de 1990 mort)
- Anthony Joseph Bevilacqua (28 de juny de 1991 - 31 de gener de 2012 mort)
  - Títol vacant (2012 - 2014)
- Vincent Nichols, des del 22 de febrer de 2014